# چراغو خاموش کن، جلد ۱
چراغو خاموش کن، جلد ۱ (به انگلیسی: Turn Off the Light, Vol. 1) دومین آلبوم چندآهنگه از خواننده-ترانه‌پرداز آلمانی کیم پتراس می‌باشد که در ۱ اکتبر سال ۲۰۱۸ از سوی ناشر موسیقی وی که بان‌هد نام دارد، منتشر گردید.